# Palazzo del Conte

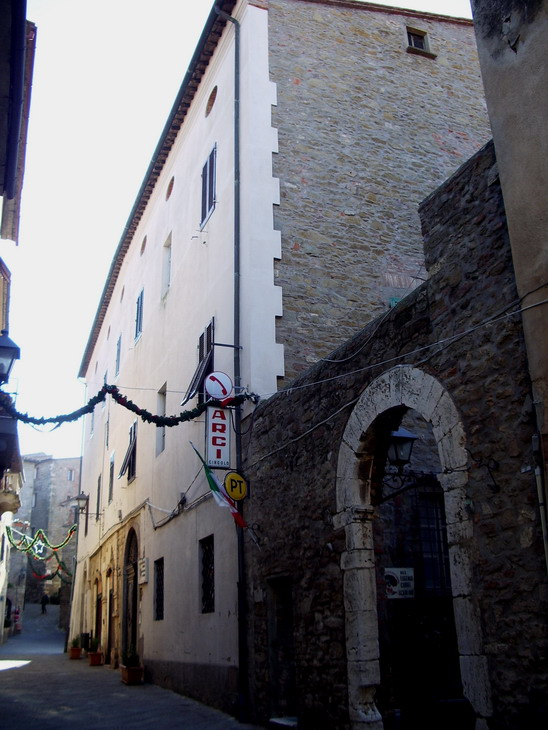
Facciata principale del palazzo del Conte

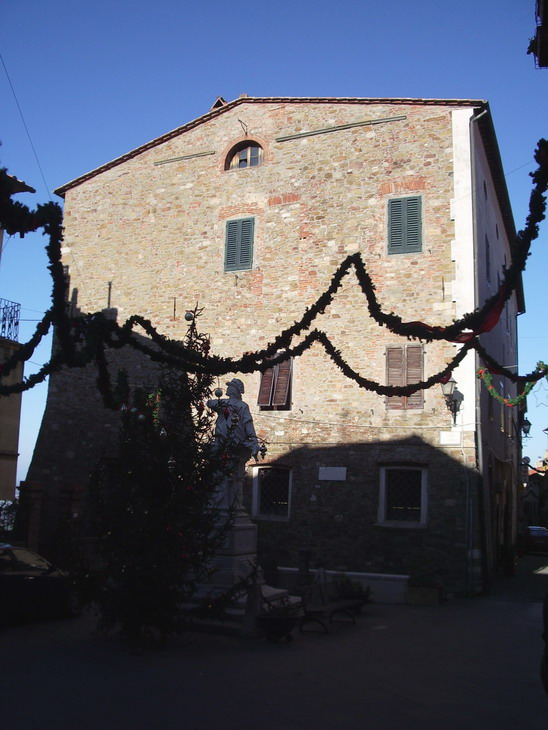
Prospetto laterale sinistro del palazzo del Conte

Il palazzo del Conte è un edificio situato nel centro di Scarlino, in Toscana. La sua ubicazione è in angolo tra via Generale Carlo Citerni e piazza Garibaldi.

## Storia
Il palazzo, costruito in epoca medievale, deve la sua denominazione all'appartenenza a Ildebrandino XI Aldobrandeschi, che era soprannominato il Conte Rosso. Storicamente era il palazzo comitale di Scarlino.
Fu proprio il conte a vendere nel 1277 il complesso al comune di Pisa, che proprio in quegli anni stava acquisendo molti beni immobili a Scarlino: tutto ciò sancì, di fatto, un pacifico passaggio del centro dagli Aldobrandeschi ai Pisani. Fino ad allora il complesso era di proprietà sia degli stessi Aldobrandeschi che dei conti Alberti di Magona.
Passa nel 1399 agli Appiani, Signori di Piombino, che lo occupano saltuariamente con rami laterali della famiglia, il palazzo annovera anche un atto di vendita datato 1671, nel quale viene ceduto dal principe piombinese Giovan Battista Ludovisi al capitano Francesco Franceschi di Livorno; in epoca moderna appartenne ad un locale ente religioso fino al tardo Ottocento, quando venne nuovamente venduto a privati e suddiviso in varie unità abitative.
Tra il 1985 e il 1995 sono stati effettuati una serie di interventi di restauro che hanno riportato il complesso agli antichi splendori.

## Descrizione
Il palazzo del Conte si presenta come un imponente edificio a pianta rettangolare, che si sviluppa su quattro livelli continui. Le pareti esterne si presentano rivestite in pietra su alcuni prospetti, mentre la facciata principale lungo via Generale Carlo Citerni si presenta prevalentemente rivestita in intonaco.
Lungo i vari livelli si aprono finestre di forma rettangolare, mentre al pian terreno l'accesso ai negozi avviene attraverso altrettanti portali, alcuni dei quali posticci: l'originario portale d'ingresso, con modanature ed arco a tutto sesto, è quello che immette all'interno della Banca Monte dei Paschi di Siena. Nella parte laterale destra della facciata principale si apre su una contigua cortina muraria un portale con arco a tutto sesto che conduce alla corte.